# Малы-Плоцк (гмина)
Малы-Плоцк (пол. Mały Płock) — сельская гмина (волость) в Польше, входит как административная единица в Кольненский повет, Подляское воеводство. Население — 5051 человек (на 2011 год). Административный центр гмины — деревня Малы-Плоцк.

## Демография
Данные по переписи 2011 года:
| Перепись            | Всего | Мужчины | Женщины |
| ------------------- | ----- | ------- | ------- |
| Всего               | 5051  | 2546    | 2405    |
| Городское население | 0     | 0       | 0       |
| Сельское население  | 5051  | 2546    | 2405    |

## Поселения
1. Буды-Козлувка
2. Буды-Желязне
3. Хлюдне
4. Цвалины-Дуже
5. Цвалины-Мале
6. Юзефово
7. Конты
8. Колаки-Струмене
9. Колаки-Ветшихово
10. Коженисте
11. Крукувка
12. Малы-Плоцк
13. Мсцивуе
14. Нове-Раково
15. Попки
16. Рогенице-Пясечне
17. Рогенице-Вельке
18. Рогенице-Выпыхы
19. Руда-Скрода
20. Рудка-Скрода
21. Старе-Раково
22. Смярово
23. Васки
24. Влодки
25. Выгране
26. Залесе

## Соседние гмины
1. Гмина Кольно
2. Гмина Ломжа
3. Гмина Новогруд
4. Гмина Пёнтница
5. Гмина Стависки
6. Гмина Збуйна